# Liste der Naturdenkmäler im Bezirk Schwaz
Die Liste der Naturdenkmäler im Bezirk Schwaz listet alle als Naturdenkmal  ausgewiesenen Objekte im Bezirk Schwaz (Bundesland Tirol) auf.

## Naturdenkmäler
| Foto |                 | Name                                             | ID      | Standort                            | Beschreibung | Fläche | Datum |
| ---- | --------------- | ------------------------------------------------ | ------- | ----------------------------------- | --- | ------ | ----- |
| 0 BW | Datei hochladen | Baumwacholder im Forstrevier Steinberg           | ND_9_40 | Achenkirch Standort                 | |        | 2024  |
| 0 BW | Datei hochladen | Buchenbaumgruppe                                 | ND_9_15 | Buch in Tirol Standort              | Die Buchengruppe besteht aus vier großen Buchen. Sie befinden sich oberhalb der Bundesstraße westlich von Rotholz und erreichen eine Höhe von 25 bis 30 Meter. |        | 1937  |
| 0 BW | Datei hochladen | Eichenbaum                                       | ND_9_27 | Buch in Tirol Standort              | Die geschützte Stieleiche wächst über dem Tufter Hof im Weiler Tuft westlich von Buch in Tirol. |        | 1954  |
| 1    | Datei hochladen | Notburgafichte bei der Ruine Rottenburg          | ND_9_38 | Buch in Tirol Standort              | Mit einer Höhe von rund 53 Metern ist die Notburgafichte vermutlich die höchste Fichte Tirols. Sie befindet sich in einem Graben an der letzten Kehre des Forstweges zur Ruine Rottenburg und weist einen Stammumfang von 4,7 Metern bzw. einen Stammdurchmesser von 1,5 Meter an der Stammbasis auf. Ihr Alter wird auf knapp 200 Jahre geschätzt. |        | 1979  |
| 0 BW | Datei hochladen | Zwei Virginische Wacholderbäume                  | ND_9_25 | Bruck am Ziller Standort            | Die beiden Wacholderbäume (Juniperus virginiana) erreichen eine Höhe von über zehn Meter und befinden sich neben dem Musikpavillon am Südrand von Bruck am Ziller. |        | 1942  |
| 1    | Datei hochladen | Ahornbäume neben der Kirche in Pertisau          | ND_9_08 | Eben am Achensee Standort           | Die fünf großen Bergahorne befinden sich neben der Pfarrkirche „Zur Krönung Mariae“. Der südliche Bergahorn weist eine Kronenhöhe von rund 23 Meter und einen Stammdurchmesser von etwa einem Meter auf. Daneben befindet sich ein kleinerer Ahorn mit doppeltem Stamm. Weiters befinden sich noch vier geschützte Bergahornbäume an der Straße zwischen der Pfarrkirche und der Pfandlerkapelle. Ursprünglich waren hier neun Bäume geschützt, vier mussten jedoch per Bescheid aus dem Jahr 1977 gefällt werden. |        | 1929  |
| 1    | Datei hochladen | Esche                                            | ND_9_28 | Eben am Achensee Standort           | Die Esche im Ortsteil Lärchenwiese weist einen Stammdurchmesser von einem Meter auf. |        | 1972  |
| 1    | Datei hochladen | Lärche neben dem Friedhof in Pertisau            | ND_9_32 | Eben am Achensee Standort           | Die rund 25 Meter hohe Lärche befindet sich nördlich des Friedhofes von Pertisau. Der Stamm weist an der Basis einen Umfang von 3,6 Meter und einen Durchmesser von 1,2 Meter auf. |        | 1973  |
| 0 BW | Datei hochladen | Buchen-Baumgruppe                                | ND_9_07 | Finkenberg Standort                 | Die Buchenbaumgruppe steht am Wanderweg entlang eines Waldrandes westlich oberhalb von Finkenberg-Persal. |        | 1928  |
| 0 BW | Datei hochladen | Edelkastanienbaum                                | ND_9_09 | Hart im Zillertal KG: Hart Standort | Der Kastanienbaum befindet sich in einem Graben auf einer Lichtung oberhalb des Schlösschens am Hang von Holdernach. |        | 1929  |
| 0 BW | Datei hochladen | Lindengruppe                                     | ND_9_34 | Mayrhofen Standort                  | Die Baumgruppe befindet sich auf einer Kuppe nördlich von Mayrhofen am Hang bei Schweinberg und besteht neben den Linden auch aus Eiben und Fichten. Im Unterwuchs des Wäldchens wächst auch die Türkenbund-Lilie. |        | 1974  |
| 1    | Datei hochladen | Linden                                           | ND_9_33 | Ramsau im Zillertal Standort        | Die Lindenreihe befindet sich am Waldrand des Ramsauer Waldweges. Sie besteht aus einer Sommer-Linde und mehreren Winter-Linden. |        | 1974  |
| 1    | Datei hochladen | Lindengruppe im Hof vor der Franziskanerkirche   | ND_9_12 | Schwaz Standort                     | Die Baumgruppe besteht aus drei Winter-Linden und vier Sommer-Linden, die sich auf dem Platz vor der Franziskanerkirche befinden. Von den sieben Bäumen erreichen fünf sehr alte Linden eine Höhe von 25 bis 35 Meter. Die Linden wurden 1761 erstmals in der Klosterchronik erwähnt, aber bereits 1710 auf einer Zeichnung dargestellt. |        | 1934  |
| 1    | Datei hochladen | Ahorn bei St. Martin                             | ND_9_13 | Schwaz Standort                     | Der Spitzahornbaum befindet sich 200 Meter nördlich der Kirche St. Martin inmitten einer Verkehrsinsel. Vor dem Naturdenkmal befindet sich ein Feldkreuz. |        | 1934  |
| 1    | Datei hochladen | Baumgruppe am „Minkushügel“                      | ND_9_37 | Schwaz Standort                     | Die Baumgruppe befindet sich auf einer Geländekuppe am südlichen Ortsrand von Schwaz. Sie setzt sich aus Lärchen, Birken, Kastanienbäumen und einer Fichte zusammen. 2021 wird bekannt, dass der Hügel für ein Bauobjekt von Christoph Swarovski gerodet werden sollte und das Vorhaben nur durch Einschreiten des Umweltanwaltes verhindert werden konnte. |        | 1979  |
| 1    | Datei hochladen | Birnbaumallee Schloss Mitterhart                 | ND_9_39 | Schwaz Standort                     | |        | 2010  |
| 1    | Datei hochladen | Lindenbaumgruppe                                 | ND_9_19 | Schwendau Standort                  | Die drei großen Linden (Sommer- und Winterlinden) stehen auf freiem Feld und umgeben ein Kruzifix, das sogenannte Lindenkreuz, und einen Altarstein, dessen Inschrift Bezug auf eine historische Gerichtsstätte nimmt. |        | 1938  |
| 1    | Datei hochladen | Linde bei St. Georgenberg                        | ND_9_16 | Stans Standort                      | Die Linde im Hof des Klosters Sankt Georgenberg wurde von Kaiser Franz Joseph kurz vor seiner Krönung im Jahre 1848 gepflanzt. |        | 1938  |
| 1    | Datei hochladen | Linde                                            | ND_9_26 | Stumm Standort                      | Die 25 Meter hohe Winter-Linde steht auf dem Parkplatz zwischen dem Gasthof Lindenwirt und dem Schloss Stumm. |        | 1943  |
| 1    | Datei hochladen | Eibenbäume bei der Ganalm im Vomper Loch         | ND_9_23 | Terfens Standort                    | Die zwölf alten Eiben befinden sich auf einer Weide unterhalb des Gebäudes der Ganalm auf rund 1190 m ü. A. |        | 1942  |
| 1    | Datei hochladen | Umgebung Schraubenfall-Höhle                     | xND_9_0 | Tux Standort                        | Die Schraubenfallhöhle ist eine 105 m lange Durchgangshöhle südwestlich von Hintertux. Sie wird vom Tuxbach durchflossen, der nach dem Austritt über einen Wasserfall abstürzt. Die Höhle wurde vermutlich erst nach dem Ende der Würm-Kaltzeit vor rund 10.000 Jahren durch den Bach gebildet und ist damit geologisch sehr jung.Anmerkung: keine ID in der Quelle |        | 1964  |
| 1    | Datei hochladen | Esche                                            | ND_9_31 | Uderns Standort                     | Die alte Esche am Beginn des Radweges entlang des Zillers nach Fügen besitzt einen Stamm mit rund 1,2 Meter Durchmesser und eine Höhe von 15 Metern. |        | 1968  |
| 1    | Datei hochladen | Ahornbäume bei der Alpe Eng am Großen Ahornboden | ND_9_02 | Vomp Standort                       | Die als Naturdenkmal ausgewiesenen Ahornbäume befinden sich im Landschaftsschutzgebiet Großer Ahornboden. Die Bergahornbäume sind 300 bis 600 Jahre alt, wobei 1966 2409 Bergahorne gezählt wurden. An den alten Ahornstämmen befindet sich ein reicher Bewuchs von aufsitzenden Moosen und Flechten. |        | 1972  |
| 0 BW | Datei hochladen | Ulme im Forstrevier Hinterriss                   | ND_9_41 | Vomp Standort                       | |        | 2024  |
| 0 BW | Datei hochladen | Ahorn im Forstrevier Hinterriss                  | ND_9_42 | Vomp Standort                       | |        | 2024  |

## Ehemalige Naturdenkmäler
| Foto |                 | Name                                     | ID       | Standort                     | Beschreibung | Fläche | Datum      |
| ---- | --------------- | ---------------------------------------- | -------- | ---------------------------- | --- | ------ | ---------- |
| 1    | Datei hochladen | Linde                                    | NDW_9_18 | Aschau im Zillertal Standort | Die Winter-Linde ist rund 20 Meter hoch und mehrfach verzweigt. Sie steht an der Hauptstraße neben der Pfarrkirche von Aschau. Der Schutz wurde 2014 aufgehoben. |        | 24.05.1938 |
| 0 BW | Datei hochladen | Linde                                    | NDW_9_36 | Finkenberg Standort          | Die Sommer-Linde neben der Herz-Jesu-Kapelle war 1975 bereits rund 110 Jahre alt. Die 22 Meter hohe Linde besitzt einen Stammumfang von 3,4 Meter. Der Schutz wurde 2014 aufgehoben. |        | 16.10.1975 |
| 0 BW | Datei hochladen | Linde                                    | NDW_9_22 | Vomp Standort                | Die Sommer-Linde war rund 30 Meter hoch und stand unmittelbar westlich der Pfarrkirche von Vomp. Der Schutz wurde 2009 aufgehoben. |        | 1942       |
| 1    | Datei hochladen | Linde auf dem Dorfplatz neben der Kirche | NDW_9_17 | Terfens Standort             | Die Sommer-Linde mit rund 25 Metern Höhe befindet sich neben der Pfarrkirche Terfens. 1874 pflanzte sie der damalige Bürgermeister. Die Unterschutzstellung wurde 2019 widerrufen. |        | 1938       |
| 1    | Datei hochladen | Pappel und Robinie                       | NDW_9_21 | Zell am Ziller Standort      | Der Pappelbaum und die daneben stehende Robinie stehen am Kreisverkehr gegenüber den Sportanlagen und dem Schwimmbad von Zell. Die Zitterpappel erreicht eine Höhe von 25 Meter und bildet mit der Robinie ein Ensemble, wobei sich inmitten der beiden Bäume ein Wegkreuz befindet. Ursprünglich gehörte auch ein Wacholderbaum zu der Baumgruppe, dieser musste jedoch gefällt werden. Die Unterschutzstellung wurde 2017 widerrufen. |        | 1941       |

| Foto:                    | Fotografie des Naturdenkmals. Klicken des Fotos erzeugt eine vergrößerte Ansicht. Daneben finden sich zwei Symbole: \| Weitere Bilder vorhanden \| Das Symbol bedeutet, dass weitere Fotos des Objekts verfügbar sind. Durch Klicken des Symbols werden sie angezeigt. \| \| Eigenes Foto hochladen \| Durch Klicken des Symbols können weitere Fotos des Objekts in das Medienarchiv Wikimedia Commons hochgeladen werden. \| |
| Name:                    | Bezeichnung des Naturdenkmals laut offiziellen Quellen |
| ID                       | Identifikator |
| Standort:                | Es ist die Gemeinde und falls vorhanden die Adresse angegeben. Darunter sind die Katastralgemeinde (KG) und die Grundstücksnummer angeführt. Durch Aufruf des Links Standort wird die Lage des Denkmals in verschiedenen Kartenprojekten angezeigt. |
| Beschreibung             | Kurze Beschreibung des Naturdenkmals |
| Fläche                   | Fläche des Naturdenkmals in Hektar (ha) |
| Datum                    | Datum oder Jahr der Unterschutzstellung |
| Weitere Bilder vorhanden | Das Symbol bedeutet, dass weitere Fotos des Objekts verfügbar sind. Durch Klicken des Symbols werden sie angezeigt. |
| Eigenes Foto hochladen   | Durch Klicken des Symbols können weitere Fotos des Objekts in das Medienarchiv Wikimedia Commons hochgeladen werden. |